# Rampage (1963)
Rampage is een Amerikaanse avonturenfilm uit 1963 onder regie van Phil Karlson. Destijds werd de film in Nederland uitgebracht onder de titel De tijger van Malakka.

## Verhaal
Twee jagers worden door een Duitse dierentuin ingehuurd om een zeldzame katachtige te vangen in de oerwouden van Maleisië. De vriendin van een van de jagers vergezelt hen op hun jacht. Er ontstaan spanningen tussen de twee mannen, omdat ze zich allebei aangetrokken voelen tot de vrouw.

## Rolverdeling
| Acteur          | Personage     |
| --------------- | ------------- |
| Robert Mitchum  | Harry Stanton |
| Elsa Martinelli | Anna          |
| Jack Hawkins    | Otto Abbot    |
| Sabu            | Talib         |
| Cely Carillo    | Chep          |
| Émile Genest    | Schelling     |
| Stefan Schnabel | Opperhoofd    |
| David Cadiente  | Baka          |